# Januari 2011
| Januari 2011 |
| Månader under 2011: Januari · Februari · Mars · April · Maj · Juni · Juli · Augusti · September · Oktober · November · December ← December 2010 · Januari 2012 → |

## Händelser

### 1 januari
- Estland inför euron som valuta och blir en del av euroområdet.[1]
- En självmordsbombare dödar minst 21 personer och skadar minst 43 personer bredvid en kyrka i Alexandria, Egypten.[2]
- Åbo och Tallinn blir Europas kulturhuvudstäder 2011.[3][4]
- Dakarrallyt 2011 startas i Buenos Aires, Argentina.[5]

### 3 januari
- En sjuårig pojke i Helsingborg avlider efter att ha fått svininfluensan under nyårshelgen.
- Arnold Schwarzenegger överlämnar sin post som Kaliforniens guvernör till Jerry Brown.[6]

### 4 januari
- Partiell solförmörkelse i Sverige.[7]

### 5 januari
- Juniorvärldsmästerskapet i ishockey avslutas i Buffalo, New York, USA.[8]

### 6 januari
- Thomas Morgenstern från Österrike vinner Tysk-österrikiska backhopparveckan[9]

### 11 januari
- Lerskred i Brasilien dödar över 800 personer [10]

### 15 januari
- Wikipedia firar 10-årskalas.

### 17 januari
- Svenska Idrottsgalan.

### 24 januari
- Ett bombdåd utförs på Domodedovos internationella flygplats i Moskva, där 35 människor omkommer och 130 skadas [11].